# Ellipteroides perturbatus
Ellipteroides perturbatus är en tvåvingeart som först beskrevs av Alexander 1930.  Ellipteroides perturbatus ingår i släktet Ellipteroides och familjen småharkrankar. Inga underarter finns listade i Catalogue of Life.